# (6425) 1994 WZ3
A (6425) 1994 WZ3 a Naprendszer kisbolygóövében található aszteroida. Ueda Szeidzsi és Kaneda Hirosi fedezte fel 1994. november 28-án.